# La canzone del sole
«La canzone del sole» (с итал. — «Песня солнца») — песня итальянского певца Лучо Баттисти, написанная им на слова Могола. Текст противопоставляет сладкие воспоминания о юношеской летней любви и повседневную рутину зрелых любовных отношений. Песня стала первым синглом для недавно созданного лейбла Баттисти и Могола Numero Uno. Песня смогла добраться до вершины итальянского хит-парада, а в 2023 году Итальянская федерация звукозаписывающей индустрии присвоила ему статус платинового.

## Список композиций
7"-сингл
A. «La canzone del sole» — 5:23
B. «Anche per te» — 4:30

## Чарты
| Чарты (1971—1972)                   | Высшая позиция |
| ----------------------------------- | -------------- |
| Италия (Discografia internazionale) | 1              |
| Италия (Musica e dischi)            | 1              |

## Сертификации и продажи
| Регион                                                                      | Сертификация | Продажи |
| --------------------------------------------------------------------------- | ------------ | ------- |
| Италия (FIMI) · продажи с 2009 года                                         | Платиновый   | 100 000 |
| Данные о продажах + прослушиваниях приведены только на основе сертификации. |              |         |

## Кавер-версии
Исполнители, исполнившие кавер на песню, включают Мину, Хосе Фелисиано, Фьорелло, Луку Барбароссу, Formula 3. Песня Луки Карбони «Farfallina» была вдохновлена текстом песни.